# Contrea
Contrea (Carmaron), jedno od glavnih hjuronskih sela u Ontariju u 17. stoljeću; smješten u blizini današnjeg jezera Lannigan's Lake. Champlain (1615.) ga naziva Carmaron.
U 17. stoljeću spominje se i neko pleme hjuronski nazivano Kontareahronon, na Ragueneau-ovoj mapi iznačeno na južnoj obali rijeke St. Lawrence. Ime očito označava stanovnike sela Contrea.
Ostale varijante imena: Contareia, Contarrea, Kontarea.